# Solaro (Milaan)
Solaro is een gemeente in de Italiaanse metropolitane stad Milaan (regio Lombardije) en telt 13.074 inwoners (31-12-2004). De oppervlakte bedraagt 6,7 km², de bevolkingsdichtheid is 2005 inwoners per km².

## Demografie
Solaro telt ongeveer 4879 huishoudens. Het aantal inwoners steeg in de periode 1991-2001 met 16,1% volgens cijfers uit de tienjaarlijkse volkstellingen van ISTAT.
| Jaar | Inwoneraantal |
| ---- | ------------- |
| 1991 | 10.355        |
| 2001 | 12.026        |

## Geografie
Solaro grenst aan de volgende gemeenten: Saronno (VA), Ceriano Laghetto, Bovisio-Masciago, Limbiate, Caronno Pertusella (VA), Cesate.